# Erenler, Pınarhisar
Erenler là một xã thuộc huyện Pınarhisar, tỉnh Kırklareli, Thổ Nhĩ Kỳ. Dân số thời điểm năm 2011 là 250 người.